# Lentariaceae
Lentariaceae è una famiglia di funghi basidiomiceti appartenente all'ordine Gomphales. Fu descritta per la prima volta dal micologo svizzero Walter Jülich nel 1981.
La famiglia include 3 generi e 23 specie.